# Nowy Świętochów
Nowy Świętochów (prononciation : [ˈnɔvɨ ɕfjɛnˈtɔxuf]) est un village polonais situé dans la gmina de Korytnica dans le powiat de Węgrów et en voïvodie de Mazovie dans le centre-est de la Pologne.
Ce village se trouve à environ 10 kilomètres à l'ouest de Korytnica, 21 kilomètres à l'ouest de Węgrów (chef-lieu du powiat) et à 54 kilomètres au nord-est de Varsovie (capitale de la Pologne).
Nowy Świętochów possède une population de 80 habitants en 2006.

## Histoire
De 1975 à 1998, le village appartenait administrativement à la voïvodie de Siedlce.